# Die Füchsin: Dunkle Fährte
Dunkle Fährte ist ein deutscher Fernsehfilm von Samira Radsi aus dem Jahr 2015. Es handelt sich um die erste Folge der ARD-Krimireihe Die Füchsin mit Lina Wendel und Karim Chérif in den Hauptrollen. Die Haupt-Gaststars dieser Folge sind Torsten Michaelis, Sara Fazilat, Luc Feit, Rolf Berg, René Schoenenberger, Christiane Lemm und Ben Artmann.

## Handlung
Anne Marie Fuchs stammt aus der DDR und trägt noch immer schwer an ihren Erinnerungen aus dieser Zeit. Sie hatte als Agentin für das MfS gearbeitet und dachte eigentlich, damit abgeschlossen zu haben – so gut das eben geht. Nun erhält sie von ihrem ehemaligen Kollegen und einstigen Ausbilder Olaf Ruhleben das Angebot, in seiner Sicherheitsfirma zu arbeiten. Obwohl sie eine feste Anstellung gut gebrauchen könnte, schlägt sie die Offerte aus.
Als eines Tages Fuchs’ Kaffeemaschine kaputt geht, an der sie sehr hängt, will sie sie reparieren lassen. Simone Papst, die Inhaberin eines Cafés, in dem Fuchs sich ab und zu einfindet, empfiehlt ihr ihren Ehemann Youssef, der angeblich alles reparieren kann. Der gebürtige Araber möchte Anne am liebsten gleich ein neues Gerät verkaufen, da er von solchem Handel lebt. In seinem Laden wird Anne Zeugin eines Gesprächs, und erfährt, dass Simone sich Sorgen um ihren Bruder macht. Dessen bester Freund Marc wurde tot aufgefunden, er selbst ist spurlos verschwunden. Anne bietet ihre Hilfe an, Sebastian Papst zu finden, wenn sie als Gegenleistung dafür eine neue Kaffeemaschine erhält. Simone ist dies recht, und Anne schlägt vor, mit der Suche bei Sebastians Freundin zu beginnen. Youssef begleitet sie und fährt sie zu dem Haus, in dem Sebastians Freundin zusammen mit anderen Hausbesetzern wohnt. Dort erhält sie einen Hinweis auf einen Mann, der Sebastian am Vortag kontaktiert hatte. Mit einigen Tricks kann sie die Identität dieses Mannes herausfinden. Es handelt sich um Alexander Groß, Mitarbeiter einer Securityfirma.
Zunächst deutet alles darauf hin, dass Groß sich über Marc Zugang in die Gruppe der Hausbesetzer verschaffen wollte. Um das sicher herauszufinden, bittet Anne ihren ständigen Begleiter Youssef, jemanden zu besorgen, der sich mit Computern gut auskennt und sich in den E-Mail-Account von Alexander Groß hacken kann. Kurzerhand rekrutiert er seine Nichte Saida, der das binnen zehn Minuten gelingt. Nun ist Fuchs sich sicher, dass Marc sich hatte kaufen lassen und in dem besetzten Haus Drogen versteckt hat, die die Polizei bei einer Razzia finden soll, wodurch der Besitzer eine Handhabe hätte, das Haus räumen zu lassen.
Doch wie es aussieht, war das nicht der einzige Job, für den sich Alexander Groß hatte einspannen lassen. Anne geht einen Schritt weiter und plant, in Sebastians Elternhaus eine Wanze zu platzieren. Da Youssef der Schwiegersohn des wohlhabenden Papst ist, gibt es keine Empfangssprobleme, in dem Haus, das auffallend üppig mit Überwachungsanlagen geschützt ist. Doch werden beide mit einer übertriebenen Reserviertheit der Bewohner konfrontiert. Als Youssef dann auch noch Anne als Privatdetektivin vorstellt, ist es mit der Freundlichkeit vorbei. Reinhard Papst erklärt, dass seine Frau und er, es nicht mehr für nötig hielten, Sebastian zu suchen, weil er sie bereits angerufen habe. Er sei ins Ausland geflüchtet, weil er seinen Freund im Streit und unter Alkoholeinfluss getötet habe. Bevor Anne und Youssef den Rückzug antreten, können sie unbemerkt die Wanze im Wohnzimmer platzieren und zudem in Erfahrung bringen, dass die üppige Sicherungsanlage von der Securityfirma eingebaut wurde, bei der Alexander Groß Teilhaber ist.
Durch einen Trick sichert sich Anne die Aufmerksamkeit der Polizei, da sie über Youssef glauben machen kann, dass Familie Papst wüsste, wo sich ihr Sohn aufhalte und ihm über Anne Geld für seinen Lebensunterhalt zukommen lassen möchte. So ist Fuchs sich sicher, dass der ermittelnde Kriminalhauptkommissar Eisner sie überwachen wird, woraufhin sie sich mit Youssef noch einmal zu dessen Schwiegereltern begibt. Aufgrund des auffälligen Verhaltens und auch dem seltsamen Gebaren des angeblichen Zimmermädchens Justina ist Anne sich sicher, dass die Familie überwacht wird und Ingo Bethke, der Mitinhaber der Securityfirma, dahinter steckt. Durch die Wanze konnte Fuchs ein Telefonat mitverfolgen, in dem Reinhard Papst von seiner Bank fünf Millionen Euro zu sich nach Hause angefordert hatte. Fuchs ist klar, dass Sebastian entführt und sein Freund getötet wurde. Da sie das alles Sebastians Eltern so erzählt, schaltet sich nun tatsächlich Bethke per Telefon ein. Er fordert, dass Anne Fuchs ihm das Lösegeld überbringen soll und dass seine Komplizin Justina sie dabei begleitet. In Bethkes Firma angekommen, erfolgt der Zugriff des SEK, was Fuchs sich auch so vorgestellt hatte. Bethke schweigt allerdings über den Aufenthaltsort von Sebastian. Diesen kann Fuchs unter Mithilfe von Saida ermitteln, die kurzerhand Bethkes Überwachungskameras anzapft und so das Versteck entdecken kann. Kommissar Eisner spricht Anne Fuchs daraufhin seine Anerkennung hinsichtlich ihres Ermittlungsgeschicks aus, ermahnt sie allerdings auch, zukünftig solche Arbeit der Polizei zu überlassen.

## Hintergrund
Anne Maria Fuchs berichtet ihren Auftraggebern über ihre Vergangenheit. Sie hatte sich vom MfS 1983 als „Kundschafter des Friedens“ anlernen lassen, weil sie meinte, aktiv etwas für den Frieden tun zu wollen und damit dem NATO-Doppelbeschluss und seinen Auswirkungen entgegenzutreten. Nachdem sie ihre Arbeit nicht so verrichten konnte, wie sie sich das gedacht hatte, stieg sie nach wenigen Jahren aus und ließ sich von der BRD freikaufen.
In Rückblenden wird angedeutet, dass das MfS Anne Maria Fuchs schikanierte, nachdem sie nicht bereit war, ihren Entschluss, dort auszusteigen, zu widerrufen. Um sie zum Umdenken zu bewegen, hatte man sogar ihren kleinen Sohn entführt, was sie bis heute nicht verwunden hat. Sie versucht immer noch, die Verantwortlichen dafür zur Rechenschaft zu ziehen.

## Rezeption

### Einschaltquote
Die Erstausstrahlung von Die Füchsin – Dunkle Fährte am Donnerstag, 17. Dezember 2015, zur Hauptsendezeit im Ersten erreichte 4,30 Millionen Zuschauer und einen Marktanteil von 13,8 Prozent.

### Kritik
Thomas Gehringer gab dem Film auf der Seite tittelbach.tv 4 ½ von 6 möglichen Punkten und stellte fest: Man solle „es dem Film nachsehen, dass es in dem ziemlich konventionellen Fall […] an Logik und Spannung hapert,“ denn das „unaufgeregte, nuancenreiche Spiel [der] strengen ‚Füchsin‘, die weibliche Reize eher versteckt und nur ganz gezielt einsetzt, ist […] eine Klasse für sich.“ Allerdings werde „das Düsseldorfer Rhein-Panorama […] in verschiedenen Variationen derart häufig bemüht, als habe der städtische Verkehrsverein seine Finger im Spiel gehabt.“ Weiter hieß es: „‚Die Füchsin‘ bietet trotz kleinerer Schwächen einen unterhaltsamen Genremix aus Krimi, Agenten-Drama & Komödie. Starke, ungewöhnliche Besetzung und Hintergründiges zum Prinzip Überwachung.“
Die Frankfurter Neue Presse war von dem Auftaktfilm wenig überzeugt und schrieb: „‚Die Füchsin – Dunkle Fährte’ hat einen klaren Pluspunkt: Lina Wendel, die ihrer verhärmten Agentin mit zurückhaltenden Gesten und sparsamer Mimik auf feine Art eine gewisse Undurchdringlichkeit verleihen kann.“ Ansonsten sei die Handlung selbst „zusammenkonstruiert“ und „gelegentlich versucht sich der Dialog in Pointen, die ähnlich mühsam zusammengeschustert sind wie der ganze Rest“, dem Film etwas Witziges verleihen zu wollen.
Die Redaktion von TV Spielfilm zeigte mit dem Daumen nach oben, gab für Humor einen und für Anspruch und Spannung je zwei von drei möglichen Punkten und stellte fest: „Diese ‚Füchsin‘ kam gut an; ein vierter und fünfter Fall sind bereits gedreht.“ Fazit: „Vor allem in kleinen Momenten ganz groß.“